# Авдіївка (Чернігівський район)
Авді́ївка — село в Україні, у Куликівській селищній громаді Чернігівського району Чернігівської області. Населення становить 501 осіб на 1 травня 2006 року. До 2017 орган місцевого самоврядування — Авдіївська сільська рада.

## Географія
На північно-східній околиці села бере початок річка Деменка, ліва притока Десни.

### Клімат
| Клімат Авдіївки           | Клімат Авдіївки | Клімат Авдіївки | Клімат Авдіївки | Клімат Авдіївки | Клімат Авдіївки | Клімат Авдіївки | Клімат Авдіївки | Клімат Авдіївки | Клімат Авдіївки | Клімат Авдіївки | Клімат Авдіївки | Клімат Авдіївки | Клімат Авдіївки |
| Показник                  | Січ.            | Лют.            | Бер.            | Квіт.           | Трав.           | Черв.           | Лип.            | Серп.           | Вер.            | Жовт.           | Лист.           | Груд.           | Рік             |
| Середній максимум, °C     | −3,8            | −2,9            | 2,1             | 12,2            | 19,8            | 23,0            | 24,3            | 23,5            | 18,1            | 11,0            | 3,3             | −1              | 10              |
| Середня температура, °C   | −7              | −6,2            | −1,4            | 7,6             | 14,3            | 17,6            | 19,0            | 18,0            | 13,0            | 6,9             | 0,7             | −3,7            | 6               |
| Середній мінімум, °C      | −10,2           | −9,5            | −4,9            | 3,0             | 8,9             | 12,3            | 13,8            | 12,6            | 7,9             | 2,9             | −1,9            | −6,3            | 2               |
| Норма опадів, мм          | 42              | 33              | 34              | 42              | 46              | 70              | 81              | 64              | 49              | 42              | 49              | 50              | 602             |
| ------------------------- | --------------- | --------------- | --------------- | --------------- | --------------- | --------------- | --------------- | --------------- | --------------- | --------------- | --------------- | --------------- | --------------- |
| Джерело: climate-data.org |                 |                 |                 |                 |                 |                 |                 |                 |                 |                 |                 |                 |                 |

## Історія
В 17-18 століттях належала до Вибельської сотні Чернігівського полку..
За даними на 1859 рік у казенному, козацькому й власницькому селі Овдіївка (Авдіївка) Чернігівського повіту Чернігівської губернії мешкала 869 осіб (433 чоловічої статі та 436 — жіночої), налічувалось 134 дворових господарства, існувала православна церква.
Станом на 1886 у колишньому державному й власницькому селі Горбовської волості мешкало 980 осіб, налічувалось 183 дворових господарства, існували православна церква, школа, постоялий будинок, 17 вітряних млинів, 2 маслобійних заводи.
За переписом 1897 року кількість мешканців зросла до 1282 осіб (639 чоловічої статі та 643 — жіночої), з яких 1263 — православної віри.
Під час голодомору 1932—1933 років померло не менше 20 людей.
Сільська рада почала діяти з 1990 року, до того, сільрада знаходилася в сусідньому селі Ковчин.
12 червня 2020 року, відповідно до розпорядження Кабінету Міністрів України № 730-р «Про визначення адміністративних центрів та затвердження територій територіальних громад Чернігівської області», село увійшло до складу Куликівської селищної громади.
19 липня 2020 року, в результаті адміністративно-територіальної реформи та ліквідації Куликівського району, село увійшло до складу новоствореного Чернігівського району.

## Населення

### Мова
Розподіл населення за рідною мовою за даними перепису 2001 року:
| Мова       | Кількість | Відсоток |
| ---------- | --------- | -------- |
| українська | 539       | 97.82%   |
| російська  | 12        | 2.18%    |
| Усього     | 551       | 100%     |

## Відомі люди
Відомі особистості, пов'язані з Авдіївкою:
- Антоненко Петро Якович — український журналіст, просвітянин.